# Scinax ranki
Scinax ranki är en groddjursart som först beskrevs av Andrade och Cardoso 1987.  Scinax ranki ingår i släktet Scinax och familjen lövgrodor. IUCN kategoriserar arten globalt som otillräckligt studerad. Inga underarter finns listade i Catalogue of Life.